# Caracarana
Caracarana is een geslacht van hooiwagens uit de familie Cosmetidae.
De wetenschappelijke naam Caracarana is voor het eerst geldig gepubliceerd door Roewer in 1956. 

## Soorten
Caracarana is monotypisch en omvat slechts de volgende soort:
- Caracarana inermis